# Prunay-Belleville
Prunay-Belleville är en kommun i departementet Aube i regionen Grand Est (tidigare regionen Champagne-Ardenne) i nordöstra Frankrike. Kommunen ligger  i kantonen Marcilly-le-Hayer som ligger i arrondissementet Nogent-sur-Seine. År 2022 hade Prunay-Belleville 222 invånare.

## Befolkningsutveckling
Antalet invånare i kommunen Prunay-Belleville
Referens: INSEE

## Galleri

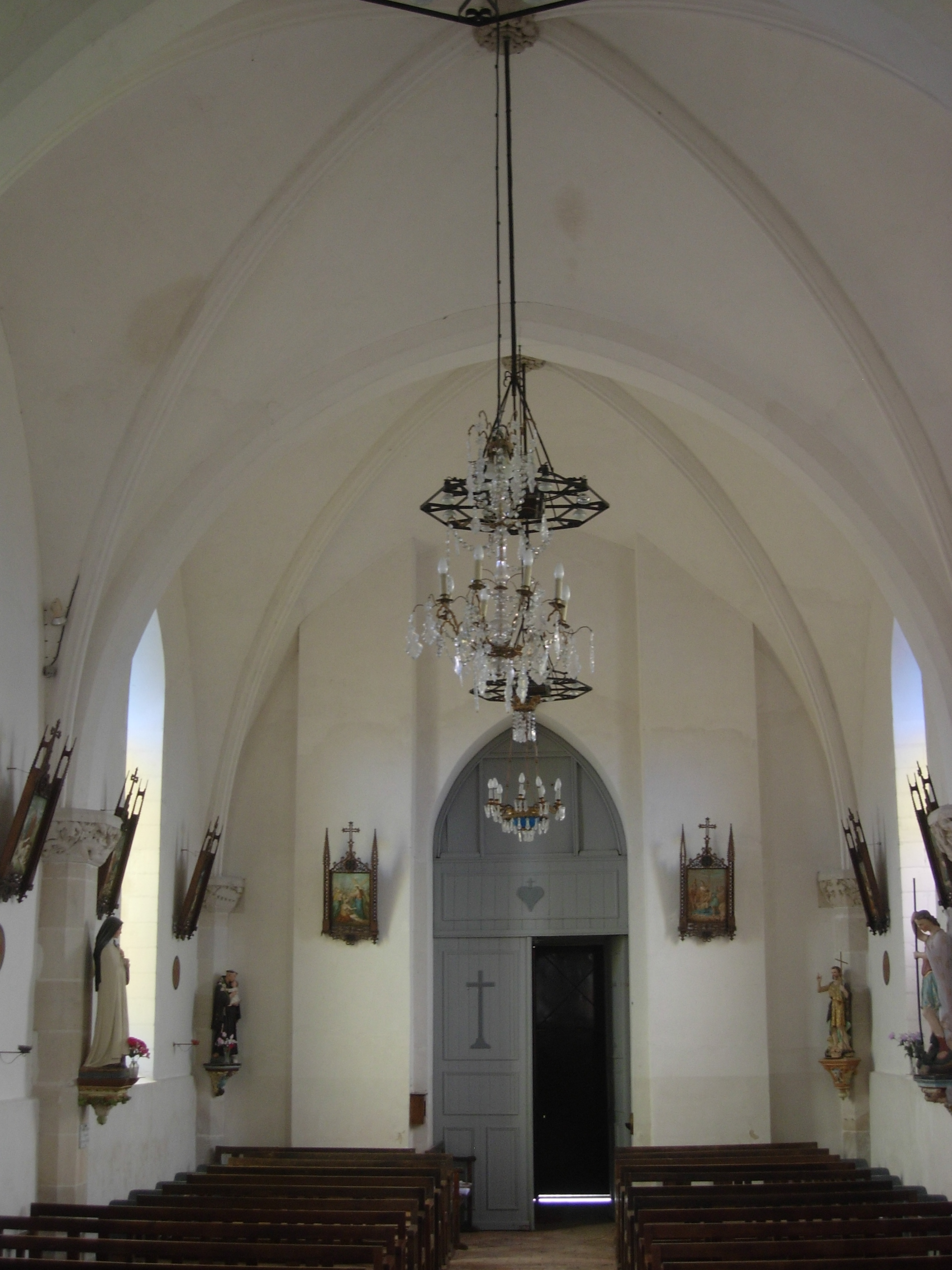
Kyrkan Saint Germain
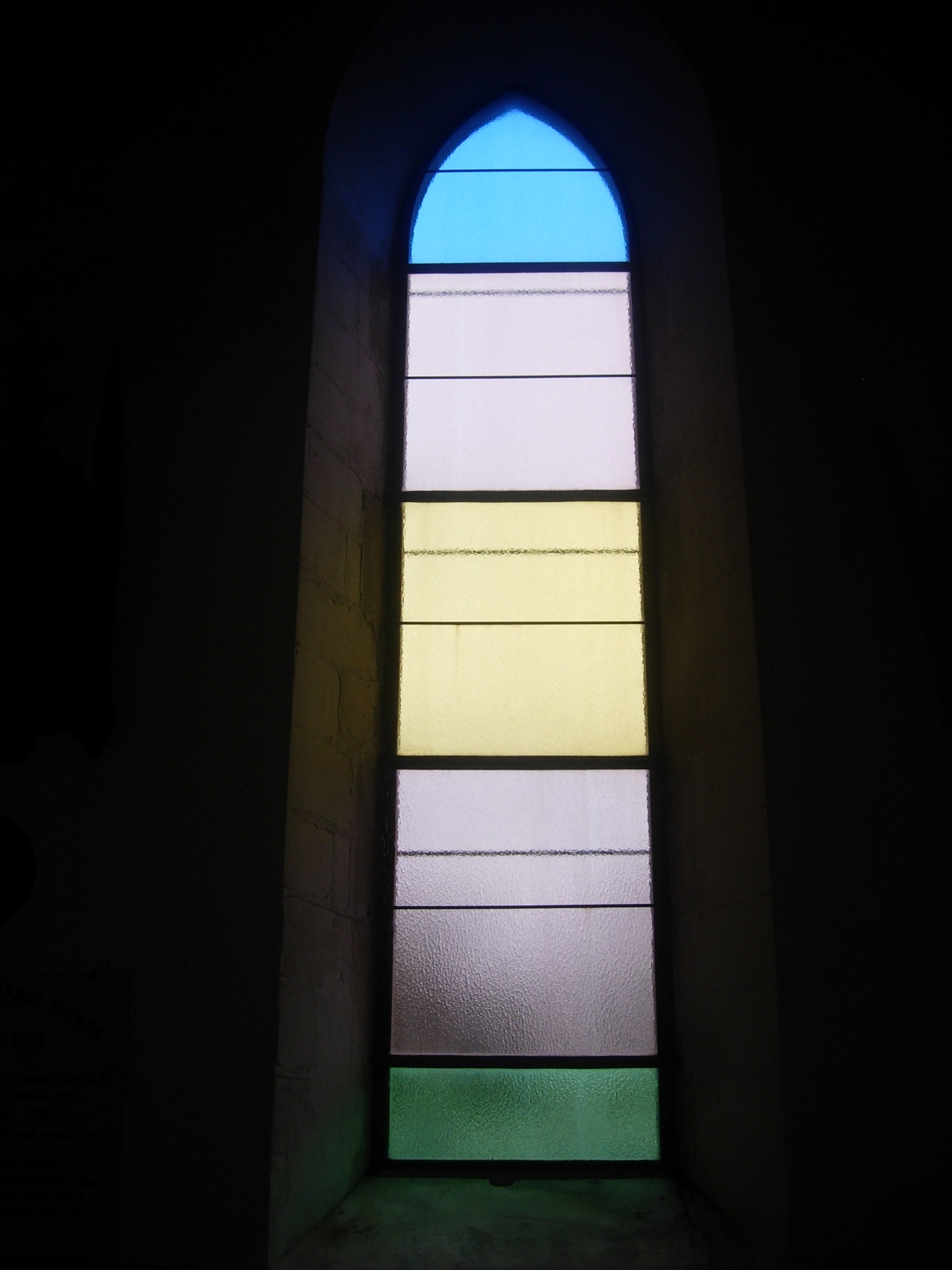
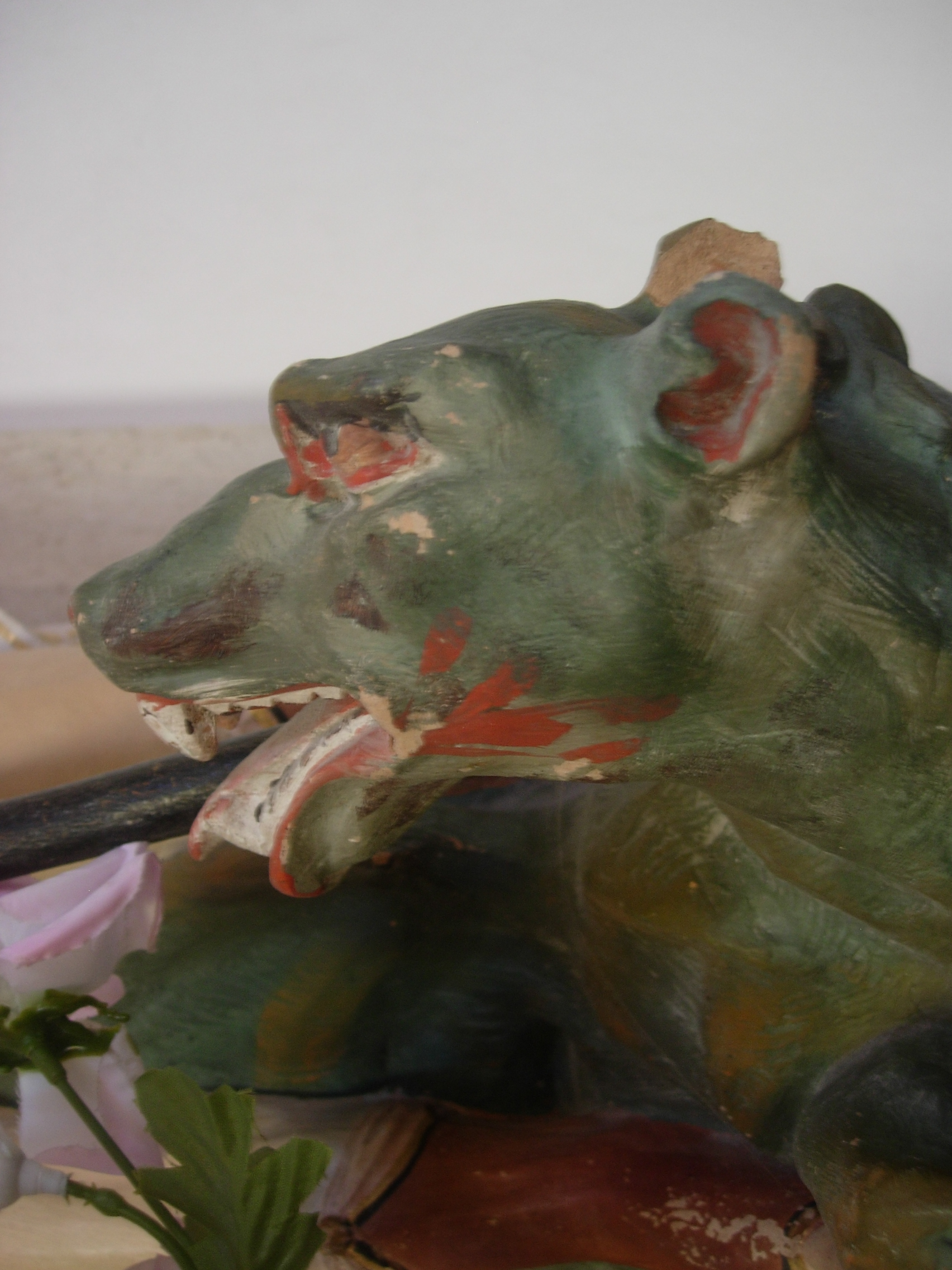
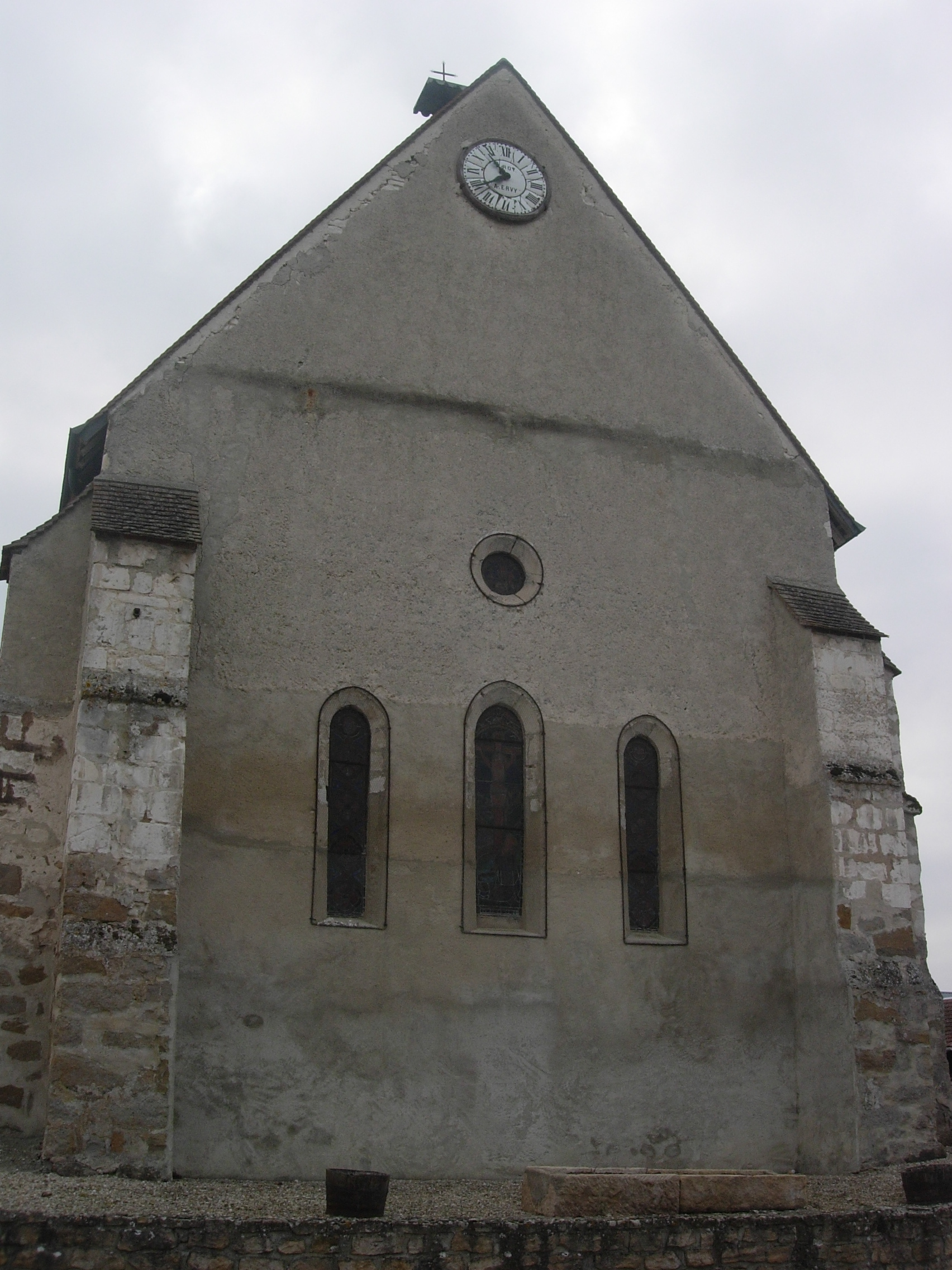
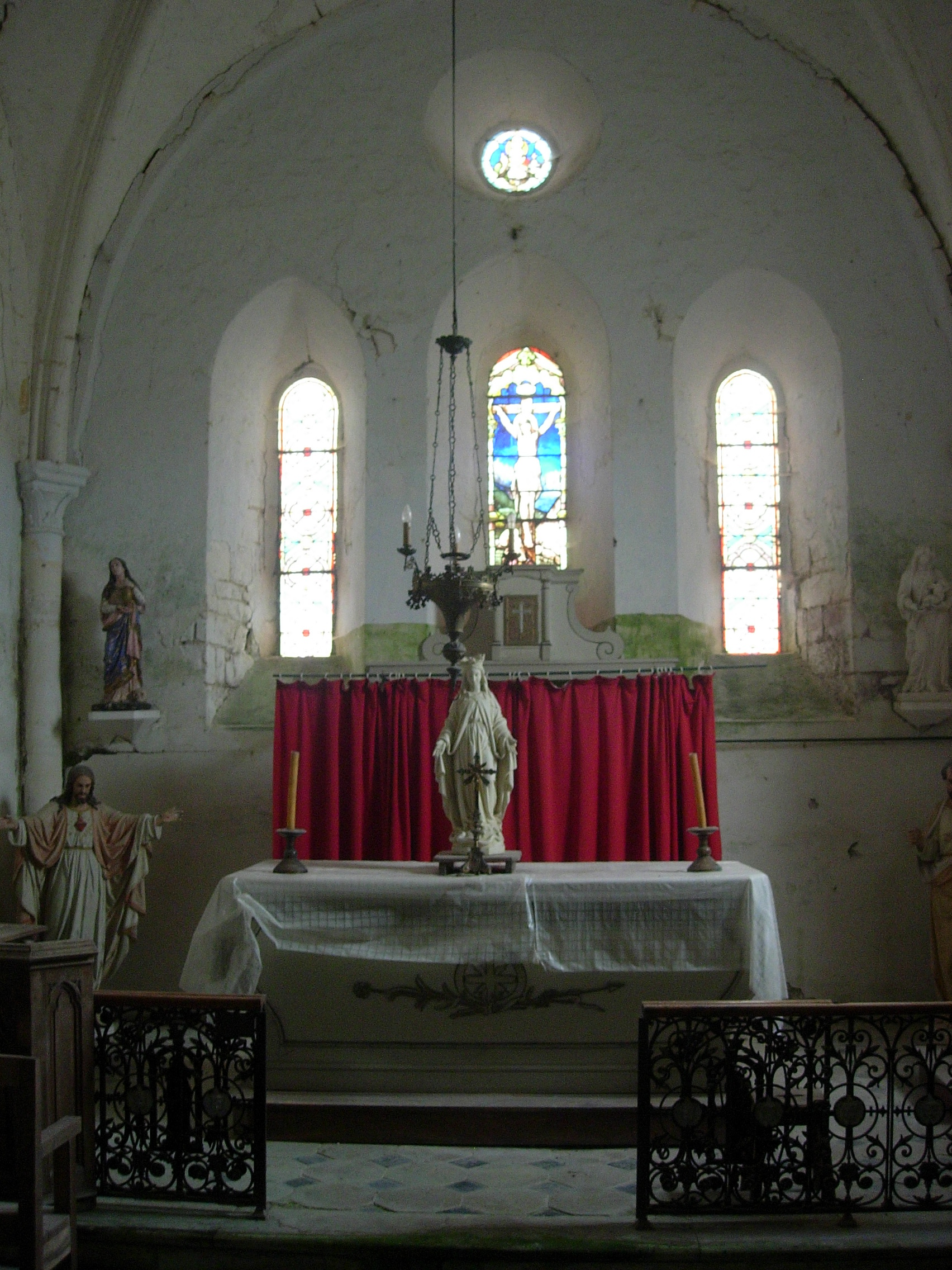
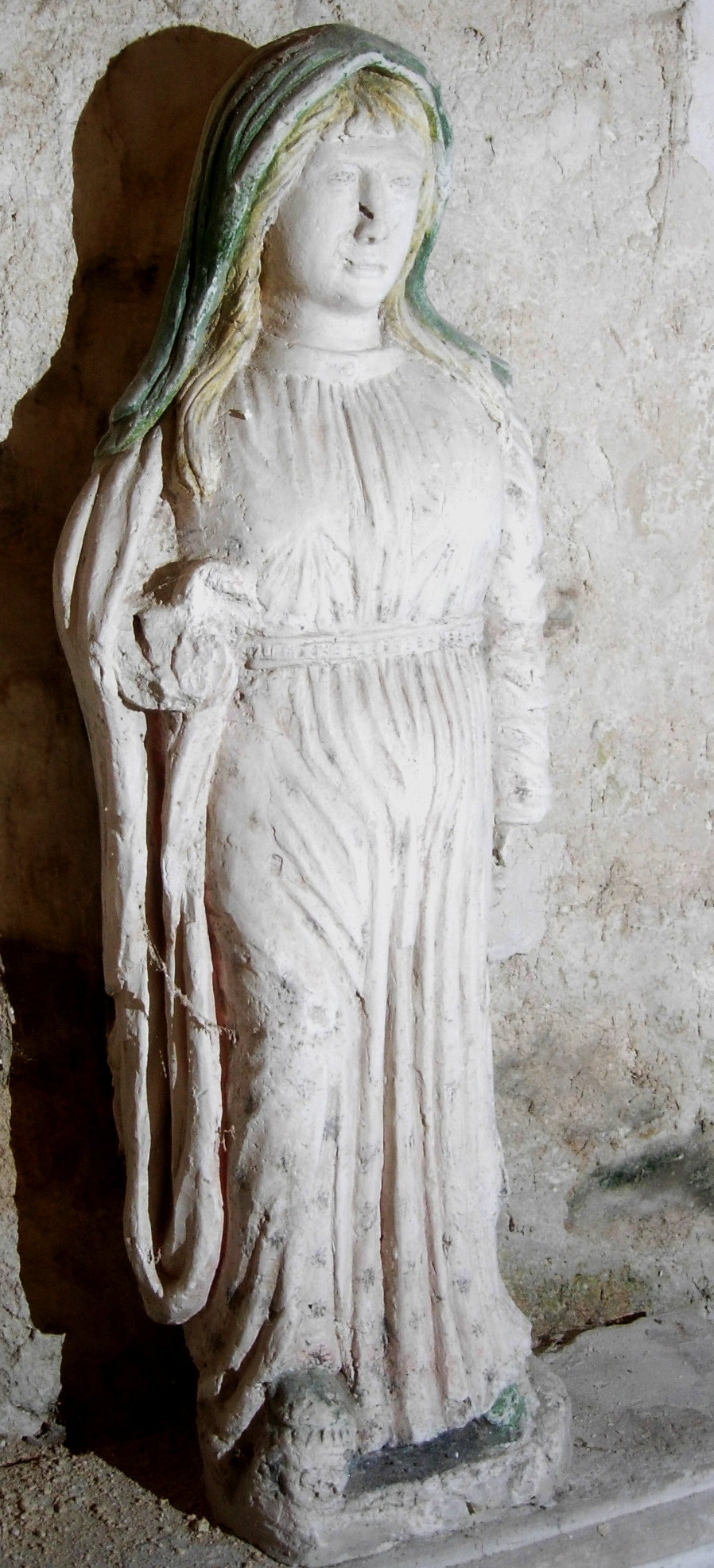
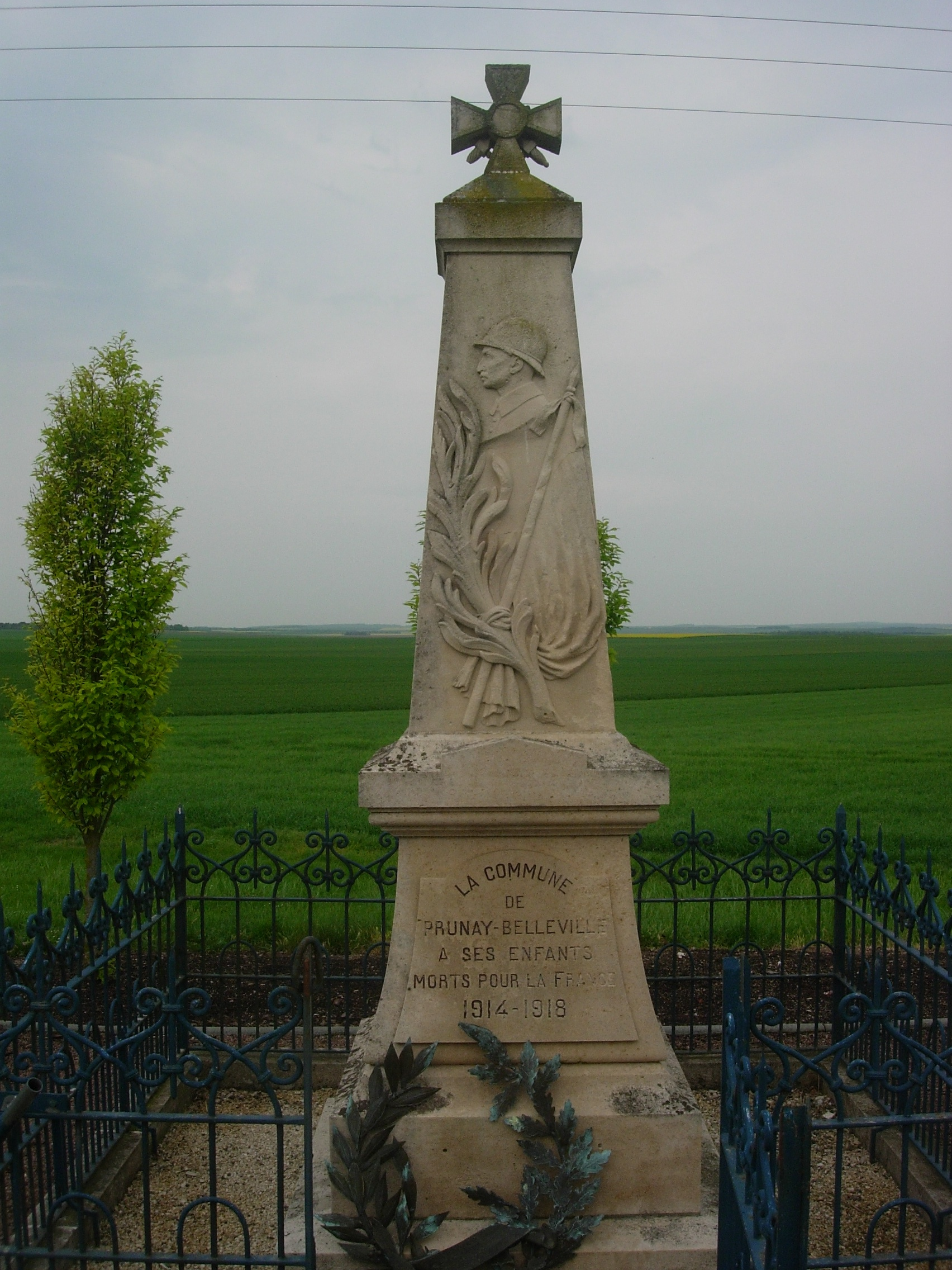
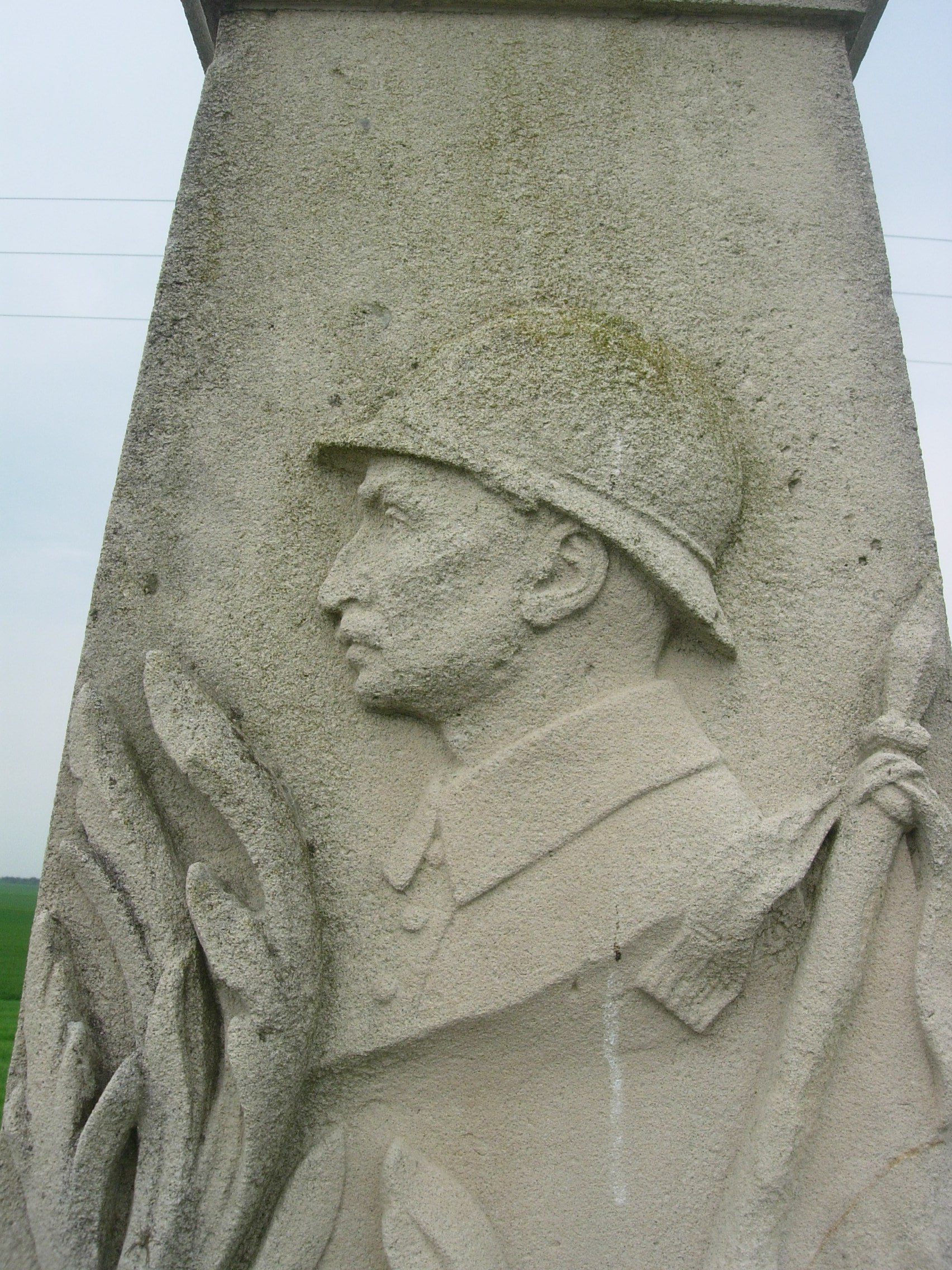
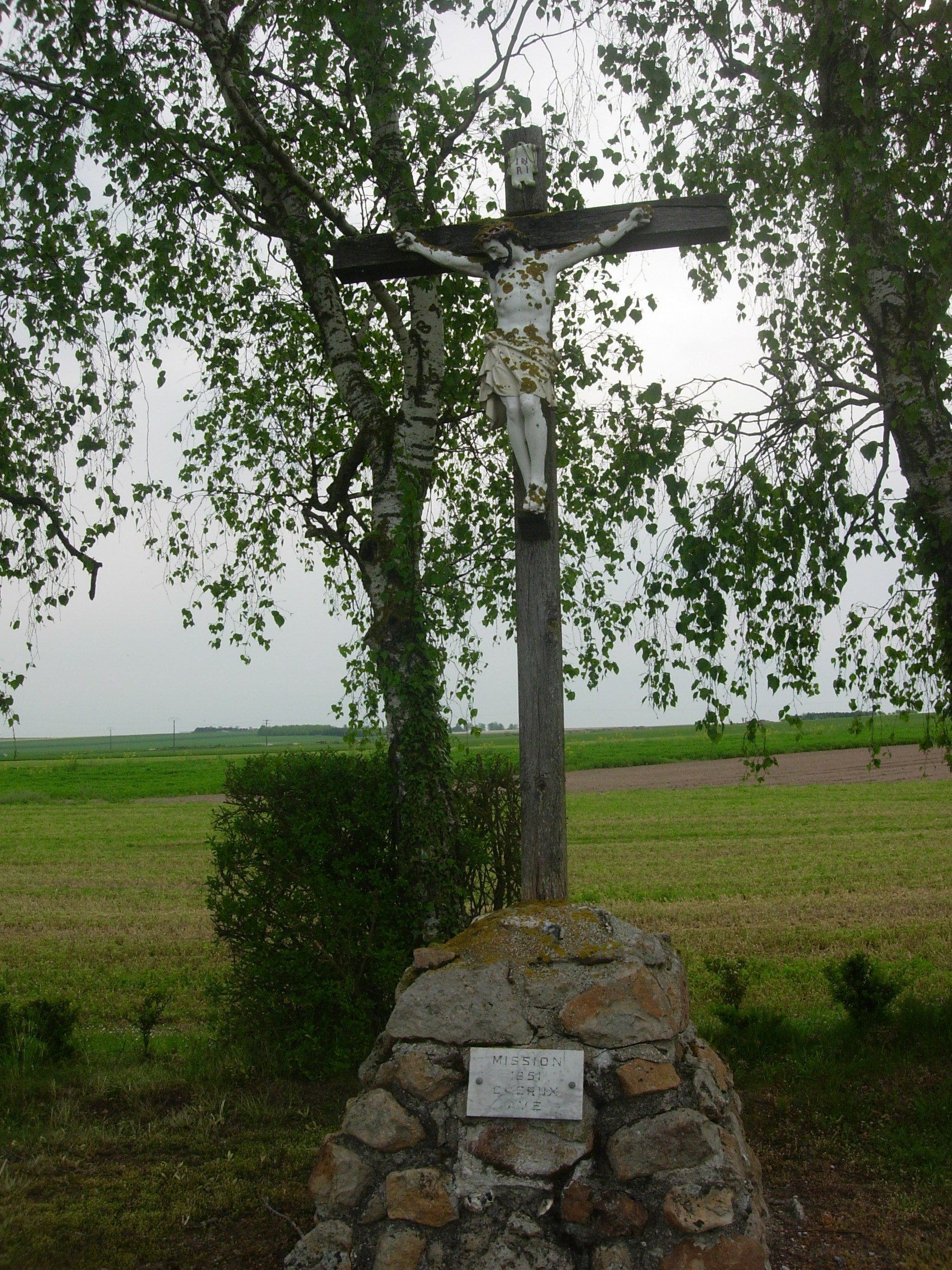